# Fritz Johlitz

Fritz Johlitz

Fritz Johlitz (* 23. März 1898 in Schneidemühl; † 15. Juni 1974 in Duisburg) war ein deutscher Politiker der NSDAP und Mitglied des Reichstages. In der Deutschen Arbeitsfront (DAF) fungierte er als Gauobmann. Zudem gab er im Gau Essen die DAF- und NSBO-Zeitung Der Ruhrarbeiter heraus.

## Leben
Johlitz besuchte die Volksschule, an die sich eine Lehre zum Schlosser anschloss. Am Ersten Weltkrieg nahm er als Freiwilliger teil. Zwischen 1918 und 1920 war er Mitglied eines Freikorps zur Bekämpfung der Aufstände in Oberschlesien. 1927 legte er die Meisterprüfung ab und war im Motorenwerk der Friedrich Krupp AG beschäftigt, wo er 1933 Vorsitzender des Betriebsrates wurde und von 1933 bis 1935 Mitglied des Aufsichtsrates.
Zum 13. Dezember 1927 trat er der NSDAP bei (Mitgliedsnummer 71.893). 1928 übernahm er die Leitung der NSDAP-Ortsgruppe in Essen und zählte 1930 zu den Gründern der NSBO. Ab 1931 war er Stadtverordneter der Stadt Essen und wurde am 31. Juli 1932 in den Reichstag gewählt, dem er bis 1945 angehörte.
Er wurde schließlich Präsident des Arbeitsamts in Essen. Während des Zweiten Weltkrieges leitete er im deutsch besetzten Norwegen von Sommer 1942 bis zum Kriegsende im Mai 1945 unter dem Leiter der Hauptabteilung Volkswirtschaft Carlo Otte die Abteilung Arbeit und Sozialwesen.